# Pastirski satelit
Pastirski satelit je satelit koji svojim gravitacijskim utjecajem sprječava rasipanje planetnih prstenova. Primjerice, pastirske satelite imaju: Jupiter, Saturn, Uran i Neptun.

## Poveznice
- Saturnovi prirodni sateliti
- Atlas
- Prometej
- Pandora